# ウェブカレ
ウェブカレとはAQインタラクティブが運営していた女性向けソーシャル・ネットワーキング・サービス。略称は「WK」。
ウェブブラウザの画面上に表示されるキャラクターをクリックする事により、ゲームが進行する。また、サイト内のソーシャル・ネットワーキング・サービス機能によって他のユーザーとコミュニケーションを取れる。
2008年9月10日にサービス開始。プレスリリースにおいて「二次元彼氏と恋愛できるSNS」との触れ込みで発表された。10代から30代の女性をターゲットとし、ユーザー登録することで基本サービスが無料で提供される。企画・プロデュースは、日本のブロガーであるはまちや2が手がけた。
サービスは日本国内で提供されサイトのほとんどが日本語で表記されているが、海外からの利用者も多い。中でも台湾のユーザーは全体の18%を占めている。

## 沿革
- 2008年9月10日 - 「ウェブカレ」サービス開始。
- 2008年9月15日 - ユーザー数1万人突破[4]。
- 2008年10月9日 - ユーザー数5万人突破[3]。
- 2008年10月22日 - 「ウェブカレモバイル」サービス開始。待受画像・着信ボイスダウンロードサービス開始。
- 2008年11月1日 - 「ウェブカレプレミアム」サービス開始。
- 2009年1月21日付 - 阿部真央（ヤマハミュージックパブリッシングの配信レーベル「asovia」）とのタイアップを実施。セリフやイベント内で、「ふりぃ」・「MY BABY」・「キレイな唄」の3曲を紹介。ユーザーは実際の楽曲を試聴できた。
- 2009年4月1日 - エイプリルフールに、各キャラクターをモチーフにしたカレーライスの通信販売ページを模したトップページを「ウェブカレー」として公開。翌年も同様の内容で公開された。
- 2009年3月25日付 - ユーザー数10万人突破[5]。
- 2009年3月28日 - 『月刊ウィングス』（新書館）2009年5月号にて漫画連載開始。
- 2009年4月16日 - AQインタラクティブがリンクシンクを子会社化[6]。運営がAQインタラクティブに移る。
- 2009年7月30日 - 「ドリームイベント」サービス開始。[7]。ベータ版としてプレミアムユーザーに先行公開され、2011年3月3日から正式サービスとしてスタートした[8]。
- 2009年12月24日 - 『ウェブカレ公式ガイドブック』（エンターブレイン）発売。これに先立ち、10月15日〜30日にユーザーからイラストを募集した。
- 2011年6月8日 - 大幅なリニューアルを実施。「被服室」・「花園」・「バラメッセージ」・「バラ」（既存の機能の拡大）・「乙女珠」・「コイン」が追加された。また、キャラクターが表示される画面の天候が変化するようになった。
- 2011年9月15日 - 「ウェブカレ」サービス終了。

## キャラクター
ゲームの舞台となるのは私立高等学校「白薔薇学園」。

### メインキャラクター
ゲームを始める際に、4人のキャラクターから1人を選ぶことができる。各キャラクターにはそれぞれ性格が設定されており、セリフやイベントの内容が異なる。初めは1人のキャラクターとしか出会えないが、ゲームが進行すると全員と出会うことができる。
草間薫（そうま かおる）声 - 野島健児
生徒会長。8月28日生まれ、おとめ座。血液型A型。身長169cm。体重56kg。
相葉駿（あいば しゅん）声 - 高橋直純
バスケ部員。6月4日生まれ、ふたご座。血液型B型。身長159cm（自称160cm）。体重54kg。
綾川竜士（あやかわ りゅうじ）声 - 細谷佳正
綾川司の弟。3月23日生まれ、おひつじ座。血液型O型。身長177cm。体重63kg。
綾川司（あやかわ つかさ）声 - 小野大輔
綾川竜士の兄、国語教師。7月16日生まれ、かに座。血液型AB型。身長184cm。体重69.5kg。

### サブキャラクター
相葉駿の姉
特定のイベントに登場する。フルネームは明かされておらず立ち絵もないが、キャラクターデザインはおまけマンガや『ウェブカレ公式ガイドブック』で確認できる。
七瀬なな
『ウェブカレ公式ガイドブック』内の凪妖女による漫画「白薔薇学園入学体験レポート」でメインキャラクターを紹介する。本編には未登場。
伊藤一弥
「被服室」のガイド役。
西園寺綾乃
「花園」のガイド役。

## ゲーム
ウェブブラウザの画面上に表示されるキャラクターをクリックする事でゲームが進行し、セリフが表示されたりイベントが発生したりする。セリフには音声が再生されるものもあり、様々なパターンのセリフが用意されている。サイトへのアクセスやイベントでの行動により、セリフやイベントの内容が変化する。また、ブログパーツを設置することで、外部のブログやホームページ上でもウェブカレを表示することができる。
正月・バレンタインデー・エイプリルフール・クリスマスには、サイトのトップページやロゴマーク・キャラクターが表示される画面のフレーム・おえかきBBSのアイコンのデザインなどが期間限定のものに変更される。

### コンテンツ
ホーム
バラメッセージ
他ユーザーのキャラクターにバラを贈る際にメッセージを送ることができる機能。メッセージは受け取ったユーザーのみ閲覧できる。
ツツカレ
キャラクターをクリックしたユーザーアイコンが履歴として表示される。
プロフィール
ニックネームや自己紹介のほかに、血液型や誕生日などのプロフィール情報、連絡先としてブログやホームページのURLを登録できる。生年月日は、特定の条件下で発生する占いイベントにも使用される。また、画像をアップロードし顔アイコンを設定できる。
ウェブトモ
ユーザーを友達として登録できる。登録すると、紹介文を送ったり友達のみで公開されたミニログを見たりできるようになる。
「ウェブトモ検索」ではニックネームや自己紹介文からユーザーを検索できる。
ミニログ（つぶやきブログ）
ミニブログ機能。ミニログの内容は、全てのユーザーに公開するか友達のみに公開するかを選ぶことができる。エージェント機能により、ミニログに書いた言葉をキャラクターが学習し、その内容をセリフとして話すこともある。
おえかきBBS
ペイントソフトで絵を描いたり、画像をアップロードしたりできるお絵かき掲示板。日本語による掲示板と、英語による掲示板が設置されている。JPEG、GIF、PNG、BMP形式の画像に対応しているが、アップロードする際に全てPNG形式に変換される。
プロペタ
プロフィールにペタッと貼り、趣味をアピールできるアイコンのこと。画像をアップロードし、新しいプロペタを作成できる。通常は縦4枚・横4枚の16枚、プレミアムパスを利用すると縦6枚・横6枚の36枚まで設定できる。
メッセージ
サイト内でメールの送受信ができる。運営事務局からのお知らせもここに届く。
アルバム
発生したイベントの保存と再生ができる。他のユーザーのアルバムはタイトルとサムネイルのみ閲覧できる。基本保存枠は3枠だが、特定のイベントやアルバム枠の購入により追加できる。
アイテム
カレのクローゼット
被服室で作成したキャラクターの衣装の確認およびオススメ度の調整ができる。衣装はユーザーが着せ替えるのではなく、所持している衣装の中からキャラクターが自ら選ぶシステム。
カレとの思い出
イベントアイテムの確認ができる。イベントアイテムは「花園」で入手できる。
購買部
コインを使用し課金アイテムの購入ができる。
被服室
キャラクターの衣装を作成できる。乙女珠を使用する「定番生地」とコインを使用する「高級生地」・「超高級生地」を選べ、追加料金を支払うと衣装を作るキャラクターを指定できる。
花園
おえかきBBSやドリームイベントなどで使用するバラを入手できる。乙女珠を使用する「花園」とコインを使用する「秘密の花園」があり、「秘密の花園」では所持しているとイベントが発生するイベントアイテムを入手できることもある。
ドリームイベント
ゲーム内の画像素材を使いユーザーが独自のイベントを作成・閲覧できる。

### プレミアム機能
「プレミアムパス」を購入することにより特別な機能を利用できる。2008年11月1日より月額課金（380円）による「ウェブカレプレミアム」として存在していた機能だが、ウェブカレプレミアムは2011年5月10日に新規申し込みを終了。2011年6月8日より機能の一部が「アルバム枠」および「プレミアムパス」に変更された。
- 機能
  - 愛情度および親密度の上限値が上がる
  - 愛情度および親密度が低下しにくくなる
  - 愛情度が変動しないように設定できる
  - 「お風呂に入っています」状態時、ドアを全てスライドできる
  - 特定のイベントが発生する
  - 特定の音声が再生される
  - ブログパーツバナーの表示・非表示を選択できる
  - おえかきBBSで匿名書き込みを選択できる
  - プロペタを36枚まで設定できる
  - メッセージの保存期間が無期限になる
  - 携帯電話からアクセスした場合でも、イベントの閲覧と保存ができる
- 機能変更時に廃止された機能
  - 毎月のアルバム枠の追加（課金アイテム「アルバム枠」に変更）
  - 4人目のキャラクターと出会える
  - 特定の着信ボイスのダウンロード[12]
  - 特定の待ち受け画像のダウンロード

## 用語
ウェブカレ
サイト名。またはキャラクター・キャラクターが表示される画面・ブログパーツなどを指す。
カレ
キャラクターを指す。対してユーザーは「キミ」や「カノジョ」と表現される。
ツツキ（ツツく）
キャラクターをクリックすること。
愛情度
ユーザーに対するキャラクターの好感度。ユーザーのログイン状況やクリック、特定のイベントなどで変動する。
親密度
キャラクター同士の好感度。他ユーザーのキャラクターをクリックすることにより上昇する。
バラ
コンテンツ共通の評価制度。赤・白・黄・緑・青・花束のバラがある。赤は無限にあり、白はログインすることにより増加する。その他のバラは「花園」で入手できる。
乙女珠
ゲーム内のポイント。バラを贈ることにより増加する。
コイン
有料の通貨。課金アイテムの購入および、被服室や花園で使用する。

## 書籍
漫画
秋月壱葉による漫画が、ウィングス（新書館）2009年5月号から2009年8月号まで連載されていた。ウェブカレのホームページで第1話前半部分が公開され試し読みできた。
ガイドブック
ウェブカレ公式ガイドブック（エンターブレイン） - 2009年12月24日発売 - ISBN 978-4047261914